# Ploscoș
Ploscoș é uma comuna romena localizada no distrito de Cluj, na região histórica da Transilvânia. A comuna possui uma área de 41.66 km² e sua população era de 689 habitantes segundo o censo de 2007.